# Audi 50
Audi 50 (typ 86) – samochód osobowy klasy aut miejskich produkowany przez niemiecki koncern motoryzacyjny Volkswagen AG pod marką Audi w latach 1974–1978. Łącznie wyprodukowano 180 812 egzemplarzy.

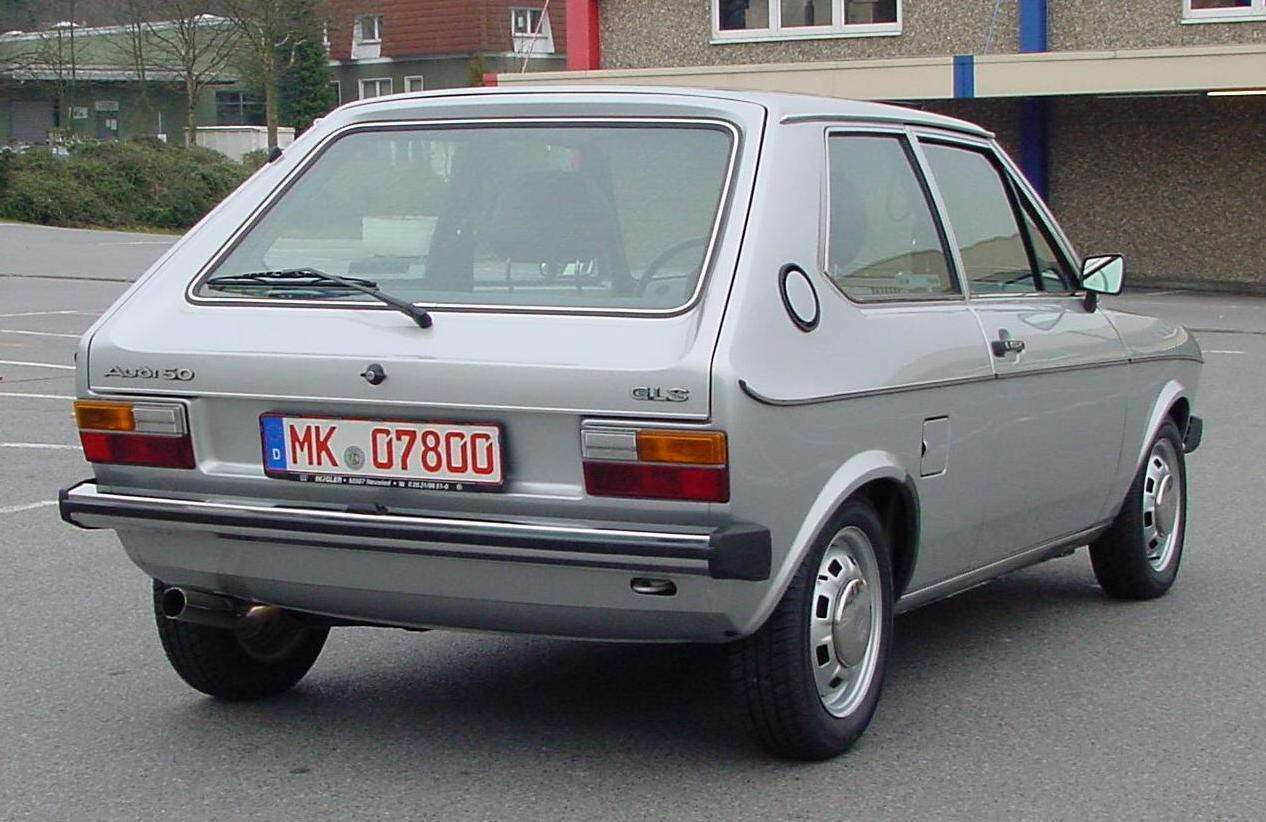
Audi 50 - tył

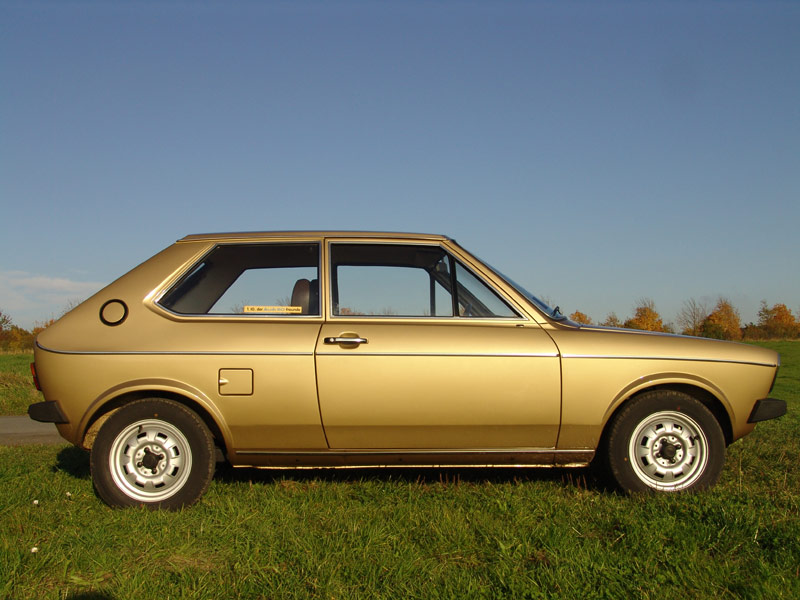
Audi 50 - bok

## Historia i opis modelu
W 1971 roku pracownicy Grupy Volkswagena otrzymali zlecenie zaprojektowania maksymalnie długiego, a jednocześnie lekkiego auta, którego masa nie przekroczy 700 kg, a długość 3,5 metra. Była to odpowiedź koncernu na kryzys, który rozpoczął się w 1970 roku. Pojazd opracował dział projektancki Volkswagena pod wodzą Ludwiga Krause, z delikatnymi zmianami Nuccio Bertone.
Pierwsza prezentacja pojazdu dla dziennikarzy miała miejsce we wrześniu 1974 roku w Sardynii. Nieco później, auto oficjalnie zaprezentowane zostało podczas targów motoryzacyjnych w Paryżu, jako protoplasta zaprezentowanego rok później bliźniaczego modelu Volkswagen Polo I. Auto produkowane było w fabryce Volkswagena w Wolfsburgu jako 3-drzwiowy hatchback, a sprzedawane wyłącznie w Europie. Auto stało się popularne dzięki niskiej cenie zakupu oraz niskim kosztom eksploatacji.
Do napędu pojazdu użyto trzech silników benzynowych o pojemnościach 0.9, 1.1 i 1.3 l i mocach odpowiednio 40, 50 i 60 KM. Dzięki zastosowaniu nowoczesnego zawieszenia, czyli kolumny MacPhersona z przodu oraz wahaczom wzdłużnym z tyłu, pojazd był komfortowy i pozwalał szybko pokonywać zakręty.
W sierpniu 1976 roku do listy wyposażenia standardowego pojazdu dodano wspomaganie układu hamulcowego.
Pojazd produkowany był jednocześnie do 1978 roku wraz z Volkswagenem Polo I, który wytwarzano w szerszej ofercie silnikowej oraz wyposażeniowej. Z powodu niskich kosztów zakupu modelu Polo, Audi 50 wycofane zostało z produkcji.
W plebiscycie na Europejski Samochód Roku 1975 samochód zajął 3. pozycję (za Citroënem CX i Volkswagenem Golfem I).

### Wersje wyposażeniowe
- CL
- LS
- GL
- GLS

Samochód wyposażony mógł być m.in. w składaną tylną kanapę oraz bezwładnościowe pasy bezpieczeństwa.

### Silniki
| Silnik             | Pojemność skokowa [cm³] | Typ silnika        | Układ zasilania    | Moc maksymalna [KM] ([kW]) przy obr./min | Maks. moment obrotowy [Nm] przy obr./min | Przyspieszenie 0-100 km/h [s] | Prędkość maks. [km/h] | Średnie spalanie [l/100 km] |                    |
| Silniki benzynowe: | Silniki benzynowe:      | Silniki benzynowe: | Silniki benzynowe: | Silniki benzynowe:                       | Silniki benzynowe:                       | Silniki benzynowe:            | Silniki benzynowe:    | Silniki benzynowe:          | Silniki benzynowe: |
| ------------------ | ----------------------- | ------------------ | ------------------ | ---------------------------------------- | ---------------------------------------- | ----------------------------- | --------------------- | --------------------------- | ------------------ |
| 0.9 8V LS          | 899                     | R4                 | gaźnik             | 40 (29)/5800                             | 68/3500                                  | 16,5                          | 130                   | 6,9                         |                    |
| 1.1 8V LS          | 1092                    | R4                 | gaźnik             | 50 (37)/5800                             | 75,5/3500                                | 15,4                          | 142                   | 7,3                         |                    |
| 1.1 8V GL          | 1092                    | R4                 | gaźnik             | 60 (44)/6000                             | 83,4/3500                                | 13,5                          | 152                   | 7,6                         |                    |
| 1.3 8V GL          | 1272                    | R4                 | gaźnik             | 60 (44)/6000                             | 83,4/3500                                | 13,5                          | 152                   | 7,6                         |                    |